# Камбурово
Камбу́рово (болг. Камбурово) — село в Тирговиштській області Болгарії. Входить до складу общини Омуртаг.

## Населення
За даними перепису населення 2011 року у селі проживали 1170 осіб.
Національний склад населення села:
| Національність   | Кількість осіб | Відсоток |
| ---------------- | -------------- | -------- |
| турки            | 763            | 70,6%    |
| цигани           | 190            | 17,6%    |
| болгари          | 109            | 10,1%    |
| Всього відповіли | 1081           |          |

Розподіл населення за віком у 2011 році:
Динаміка населення: